# Отказанный косяк Сокова
Отказанный косяк Сокова (Отказанный косяк В. Сокова) — дебют в русских шашках. Табия дебюта возникает после ходов 1.cb4 fg5 2.gf4 gf6 3.bc3 de5 4.f:d6 c:e5 или сразу с характерным разменом за черных de5 f:d6 c:e5: 1.cb4 fg5 2.gf4 de5 3.fd6 ce5 и далее чаще всего встречается система 4. 4.bc5 b:d4  5.e:c5 ed6 6.c:e7 f:d6 с упрощением позиции. Этот дебют представляет собой ставший самостоятельным вариант В. Сокова в дебюте «отказанный косяк». Подробно исследован В. М. Высоцким и А. П. Гориным в дебютной энциклопедии

## Примеры партий
Дебют 6 раз встретился в 6-м чемпионате мира по русским шашкам по электронной переписке, 20.01.2010 г.-30.02.2010г
Ганюшин Л. А. — Федулов Е. Э. 1:1
1.cb4 fg5 2.gf4 de5 3.f:d6 c:e5 4.bc5 b:d4
  5.e:c5 ed6 6.c:e7 f:d6 7.dc3 gh4 8.cb4 hg5
  9.bc5 d:b4 10.a:c5 gf6 11.bc3 dc7 12.cb4 cd6 13.c:e7 f:d8 14.bc5 hg7 15.ab2 gf6 16.bc3 de7 17.ed2 bc7 18.fe3 cb6 19.ed4 ed6 20.c:e7 f:d8 21.d:f6 g:e7 22.gf2 =
Валемеев З. А. — Макушев И. Г. 1:1

1.cb4 fg5 2.gf4 de5 3.f:d6 c:e5 4.bc5 b:d4
  5.e:c5 gf6 6.bc3 dc7 7.hg3 cb6 8.ab2 b:d4
  9.gf4 e:g3 10.c:g7 h:f6 11.f:h4 ab6 12.ab4 ed6 13.ba3 bc5 14.de3 fe7 15.cd2 gf4 16.e:g5 h:f4 17.de3 f:d2 18.e:c3 fe5 19.hg5 cd4 20.ba5 d:b2 21.a:c1 ed4 =
Гриневич В. Я. — Макушев И. Г. 1:1
1.cb4 fg5 2.gf4 de5 3.f:d6 c:e5 4.bc5 b:d4
  5.e:c5 gf6 6.dc3 ef4 7.ab4 bc7 8.ba3 hg7
  9.ab2 gh4 10.cd2 fg5 11.fe3 gf6 12.cd4 ed6 13.c:e7 f:d6 14.bc3 fe5 15.d:f6 g:e7 16.e:g5 h:f6 17.cd4 de5 18.dc3 ef4 19.ef2 fg5 20.fe3 f:d2 21.c:e1 =
Гриневич В. Я. — Кравчук С. А. 1:1
1.cb4 fg5 2.gf4 de5 3.f:d6 c:e5 4.bc5 b:d4
  5.e:c5 gf6 6.dc3 ef4 7.ab4 dc7 8.ba3 hg7
  9.ab2 ed6 10.c:e7 f:d8 11.fg3 de7 12.g:e5 ed6 13.ef2 d:f4 14.cd4 gh4 15.fe3 f:d2 16.c:e3 hg5 17.gf2 gf4 18.e:g5 h:f6 19.hg3 gh6 20.gh4 =
5-й заочный чемпионат Европы. Финал. 01.10.2008-01.10.2010
Седов С. А. — Кравчук С. А. 1:1
1.cb4 fg5 2.gf4 de5 3.f:d6 c:e5 4.ba5 gf4 5.e:g5 h:f4 6.a:c7 d:b6 7.bc3 gf6 8.ab4 hg7    9.ba5 bc5 10.ab2 bc7 11.ba3 cd6 12.cb4 ab6 13.a:c7 d:b8 14.b:d6 e:c5 15.de3 f:d2 16.c:e3 ed4=
Кузнецов В. Н. — Кравчук С. А. 1:1
1.cb4 fg5 2.gf4 de5 3.f:d6 c:e5 4.bc5 b:d4 5.e:c5 gf6 6.bc3 dc7 7.cb2 hg7 8.cd4 e:c3 9.b:d4 gf4 10.ab4 fg5 11.fg3 =